# Rachel Glacier
Rachel Glacier är en glaciär i Antarktis. Den ligger i Västantarktis. Argentina, Chile och Storbritannien gör anspråk på området. Rachel Glacier ligger 551 meter över havet.
Terrängen runt Rachel Glacier är kuperad. Trakten är obefolkad. Det finns inga samhällen i närheten. 